# + vivir
+ vivir fue un magacín español de salud presentado por Manuel Torreiglesias. Se emitió de lunes a viernes desde el 21 de septiembre de 2009 hasta el 4 de febrero de 2013 en Intereconomía TV. Además, según la temporada, unas veces se emitía en horario matinal y otras en horario vespertino.

## Desarrollo del programa
En el programa se trataban temas relacionados con cualquier aspecto de la salud, ya sea una enfermedad, una patología o cualquier tema relacionado con ello. El programa contaba con un especialista sobre el tema, que aparte de explicar la enfermedad resolvía las preguntas de los espectadores que a través de vía telefónica comunicaban sus inquietudes. Además contaba con un espacio de cocina.

## Audiencia
El programa no tuvo unos índices de audiencia muy elevados. Aun así se siguió emitiendo, ya que entraba en la media de audiencia que tiene la cadena Intereconomía TV, tras no alcanzar consecutivamente el 1,00% de audiencia mínima exigida el programa fue retirado definitivamente en febrero de 2013. La tabla representa la audiencia de las cinco primeras emisiones del programa.
| Fecha de emisión         | Share | Número de espectadores |
| ------------------------ | ----- | ---------------------- |
| 21 de septiembre de 2009 | 0,4%  | 34 000 espectadores    |
| 22 de septiembre de 2009 | 0,3%  | 26 000 espectadores    |
| 23 de septiembre de 2009 | 0,3%  | 28 000 espectadores    |
| 24 de septiembre de 2009 | 0,5%  | 41 000 espectadores-   |
| 25 de septiembre de 2009 | 0,2%  | 15 000 espectadores    |

Tras no conseguir de media 100.000 espectadores y 1,00% de share mínimo exigido por Intereconomía el programa fue retirado definitivamente en febrero de 2013.